# Beppo Levi
Beppo Levi (Turín, 14 de mayo de 1875-Rosario 28 de agosto de 1961) fue un matemático italiano nacionalizado argentino. 
Estudia en la Universidad de Turín, siendo doctor en matemática a los 21 años. Tres meses después de doctorarse es designado asistente de cátedra en dicha universidad; posteriormente fue profesor. En 1901 fue profesor en la Universidad de Piacenza. En 1906, en la Universidad de Cagliari. En 1910, en la Universidad de Parma. Y, en 1928, en la Universidad de Bolonia, que en 1951 lo designa emérito. Trabajó con Giuseppe Peano y con Vito Volterra.
Levi fue uno de los ilustres matemáticos de finales del siglo XIX y principios del siglo XX. Publicó numerosos artículos y libros de altísimo nivel académico sobre temas de matemática, física, historia, filosofía y didáctica. Italia le reconoce su contribución científica nombrándolo miembro de las Academias de Ciencias de Bolonia y Dei Lincei.
En 1938, por ser judío, es expulsado de la universidad, perdiendo todos sus cargos. El decano de la Facultad de Ciencias Matemáticas, Físico-Químicas y Naturales de Rosario (Argentina), Ing. Cortés Plá, lo invita a trasladarse al país y crea, para que él lo dirija, el Instituto de Matemática de dicha facultad, en la Universidad Nacional de Rosario, donde trabajó entre 1939 y agosto de 1961.
Un matemático español lo acompaña, Luis Santaló. Junto con Santaló se destacan un grupo de rosarinos: Simón Rubinstein, Juan Olguín, Enrique Ferrari, Fernando y Enrique Gaspar y, posteriormente Mario Castagnino. En 1940 Levi fundó la primera revista de matemática de Argentina: Mathematicae Notae.
Fallece en Rosario en 1961.
Realizó contribuciones sobre el estudio de las cuerdas en las superficies algebraicas, la integral de Lebesgue y la teoría de la medida. Introdujo los espacios de cuadrados integrables, cuyas derivadas también son de cuadrado integrables, y conocidos con el nombre de "espacios de Beppo Levi". En su honor, ese teorema se llama "teorema de Beppo Levi". En la teoría de conjuntos propuso, por anticipado, lo que luego se llamaría el "postulado de Zermelo".